# Pensión
A través de los sistemas de pensiones, las personas perciben un ingreso (periódico y regular)cuando alcanzan la jubilación, abandonan su actividad laboral, profesional o empresarial y dejan de percibir un ingreso estable. Los sistemas de pensiones pueden diferir mucho de un país a otro, pero generalmente se componen de regímenes "multicapas" para las diversas categorías de individuos, desde las pensiones sociales básicas para los las personas de menores ingresos hasta el ahorro voluntario complementario para las de mayores rentas.
En el caso más habitual de los sistemas públicos de pensiones, los ingresos para efectuar dichos pagos provienen de las cotizaciones de los trabajadores en activo.
Cuando se habla de "pensiones", a secas, generalmente se hace referencia a las pensiones de jubilación, también llamadas de vejez o de ancianidad. Existen muchos otros tipos de pensiones como las de orfandad, viudedad, incapacidad o invalidez. 

## El seguro, uno de los derechos humanos
El artículo 25.1 de la Declaración Universal de los Derechos Humanos de 1948 establece: 

Toda persona tiene derecho a un nivel de vida adecuado que le asegure, así como a su familia, la salud y el bienestar, y en especial la alimentación, el vestido, la vivienda, la asistencia médica y los servicios sociales necesarios; tiene asimismo derecho a los seguros en caso de desempleo, enfermedad, invalidez, viudez, vejez u otros casos de pérdida de sus medios de subsistencia por circunstancias independientes de su voluntad.

## Financiación de la pensiones. Prestaciones contributivas y no contributivas

### Sistemas públicos de pensiones
En general la pensión se entiende como un seguro social frente a los riesgos laborales (desempleo, accidente de trabajo, enfermedad, seguro médico, invalidez...) o contra la vejez (jubilación) u otras circunstancias sobrevenidas que generan dependencia como la discapacidad, viudez, orfandad u otras.
Un sistema público de pensiones es el que el Estado administra con el fin de garantizar protección social frente a la vejez u otras circunstancias sobrevenidas por dependencia.En general, los sistemas de pensiones (públicos, privados y mixtos) varían mucho de país a país en cuanto a edad de jubilación, porcentaje de la pensión respecto al último salario, desgravaciones fiscales de los planes de pensiones privados y otros factores.
Los criterios básicos en los sistemas públicos de pensiones son el reparto, la equidad intergeneracional e intrageneracional y la universalidad. Los sistemas públicos contienen tanto pensiones contributivas (en las que se tiene en cuenta la cuantía cotizada a lo largo de la vida, laboral, los años, etc.) como pensiones no contributivas (viudedad, orfandad) derivadas de aportaciones de terceros, que responden a necesidades sociales sobrevenidas y que no requieren que la persona que las recibe haya cotizado previamente.
Según el país, el importe que cobrará la persona trabajadora por pensión de jubilación dependerá de la edad a la que decida jubilarse total o parcialmente.
Los modelos de financiación de las pensiones básicamente son dos, según exista aportación de las personas que recibirán las pensiones:

#### Pensiones contributivas
En las pensiones contributivas el futuro pensionista y su empleador pagan a lo largo de la vida laboral una serie de cotizaciones.

#### Pensiones no contributivas
Las pensiones no contributivas no requieren aportaciones de las personas para acceder a las mismas. Se financian a través los presupuestos generales del Estado, es decir por los recursos generales que tenga el Estado, fundamentalmente vía impuestos. Existen dos clases de pensiones no contributivas:
◦ Pensiones universales: En la que toda la población tiene acceso a las pensiones.
◦ Pensiones asistenciales: Tienen carácter subsidiario para aquellas personas que no tiene otra fuente de ingresos y no cumplen los requisitos para poder acceder a una pensión contributiva.

### Sistemas privados de pensiones
El instrumento financiero creado o suscrito por un empleador para que a un empleado se le pague una pensión después de que se jubile se conoce como "plan de jubilación" o "plan de pensiones de empresa". Un individuo particular, ya sea trabajador asalariado, autónomo, o incluso aunque no trabaje, puede suscribir un plan de pensiones privado que, después de hacer pagos periódicos durante un tiempo, le dará derecho a recibir una pensión. Las cuantías y condiciones dependerán del beneficiario y de la entidad financiera que ofrezca ese plan.
Los pagos a los beneficiarios de los sistemas privados de pensiones provienen exclusivamente de las cotizaciones acumuladas por cada beneficiario y de la rentabilidad que los gestores hayan extraído de dichas cotizaciones.
Los sistemas privados de pensiones no responden a hechos no contemplados en el contrato de capitalización ni a circunstancias sobrevenidas no establecidas. Sus defensores sostienen que aprovechan la mayor eficiencia del funcionamiento del sector privado, que tiene dueños individuales, en vez del sector público, administrado por quienes no son sus poseedores. Desde mediados del siglo pasado los planes de pensión de las empresas a favor de sus empleados se volvieron populares en la cultura anglosajona como forma de complementar la futura jubilación estatal. Estos programas con el tiempo resultaron costosos y financieramente inviables. Cuatro décadas después de implementarlos, comenzaron a desarmarlos. En el Reino Unido en 1987 existían 8.1 millones de miembros asociados a los “pension plan”, ya en 2011 el número había caído a 2.9 millones. En el caso de Estados Unidos, en 1983 el 62% de los asalariados se encontraban afiliados al plan de pensión de su empresa, mientras que en 2013 ese número alcanzaba apenas el 17%.
La implantación de los sistemas privados de pensiones es reclamada por la derecha política como instrumento para disponer de la enorme capitalización que supone cualquier sistema de pensiones.

#### Tipos de planes de pensiones privados

##### Planes de beneficio definido
El plan de beneficio definido (como su nombre indica) define un beneficio para un empleado sobre la edad de jubilación del mismo. El beneficio en un plan de pensiones de beneficio definido se determina mediante una fórmula, que incorpora el salario del empleado, los años de servicio, la edad de jubilación y otros factores. En los Estados Unidos los planes de media final (final average plans) en los que el salario de los tres o cinco últimos años del empleado es el que determina la pensión. En el Reino Unido los beneficios se actualizan con la inflación. Las fórmulas pueden integrar también servicios de seguridad social y ofrecer incentivos para una jubilación anticipada o para continuar trabajando.

##### Planes de contribución definida
En el plan de contribución definida, la contribución está definida, pero el beneficio (el pago que realmente recibirá el trabajador cuando se jubile) se desconoce. Un acuerdo típico de contribución definida es aquel en el que las contribuciones (realizadas por el empleado, el empleador o ambos) se hacen a una cuenta que crece mediante la inversión. [cita requerida]A la hora de jubilarse, el empleado dispone de una cuenta que puede utilizar para comprar una pensión, o puede retirar parte de los fondos en función de sus necesidades financieras. Las pensiones de contribución definida suelen ser portables.[cita requerida]
En un plan de contribución definida, el riesgo de inversión y el premio los toma cada individuo (empleado o jubilado) y no el empleador. Además, los participantes no suelen comprar el pago periódico tras la jubilación, sino que asumen la propiedad de todo el capital acumulado y asumen el riesgo de vivir más años que los que ese capital puede costear.
El "coste" de una contribución definida se calcula pero el beneficio de un plan depende del dinero que se haya acumulado (por cotizaciones más rentabilidad, que puede ser positiva o negativa, según los ciclos económicos y el acierto o desacierto de los gestores) en el momento en el que el empleado quiera utilizar sus fondos.

### Sistemas mixtos: público/privado
En los sistemas mixtos existen unas coberturas mínimas que satisface el sistema público y otras derivadas de la capitalización.

## Historia
En los estados donde existe un nivel de Estado del bienestar mínimo, suele haber un sistema público de pensiones. El primer país (1889) con un sistema público de pensiones fue Alemania (en realidad Prusia) y el siguiente, Estados Unidos.

## Gestión de los sistemas

### Sistema de reparto
Una gran parte de los sistemas públicos de pensiones funcionan como un mecanismo de solidaridad intergeneracional. Las contribuciones de los trabajadores en activo de hoy pagan las pensiones de hoy. 

### Sistemas de capitalización
Los sistemas privados de capitalización administran los ahorros personales de cada trabajador y devuelven el fruto de sus inversiones al final de la vida laboral de este. Mientras los primeros garantizan que el jubilado recibirá una pensión en función de su contribución al sistema, los segundos están al albur de la rentabilidad que sean capaces de conseguir los administradores de los fondos. A largo plazo es común que los beneficios se reduzcan considerablemente erosionados por la inflación, las sucesivas crisis financieras, o las comisiones de gestión, por lo que ofrecen menos garantías.

### Sistemas mixtos
Existen sistemas mixtos, como el introducido en Chile, cuya rentabilidad ha sido muy discutida. En el caso español, la rentabilidad ofrecida por el sistema público es más alta que cualquier fondo privado al que el trabajador acuda capitalizando la misma cantidad que contribuye al público. En USA, los estados y entidades públicas mantienen fondos de pensiones cuya administración, después de la introducción de la Employee Retirement Income Security Act por la administración Ford, ha sido en muchos casos transferida a fondos de capital riesgo, con consecuencias desastrosas para los empleados. Las crisis financieras, la mala administración o el uso de los fondos para fines diferentes a los previstos, han dejado a millones de trabajadores americanos, públicos o privados, sin pensión.

## Implementación de planes de pensiones en el mundo

### América Latina
En numerosos países latinoamericanos las posiciones económicas del Fondo Monetario Internacional han promovido la implantación de fondos privados de pensiones que no sustituyen los sistemas públicos, ya que solamente son perceptores aquellos ciudadanos que acceden a un fondo privado. Además, al estar sujetos a los vaivenes de la bolsa, pueden obtenerse, ya beneficios a largo plazo, ya importantes pérdidas que aboquen a millones de personas a la pobreza en la ancianidad, además de que no se ha aumentado la cobertura de la seguridad social, por lo que su implantación puede considerarse un fracaso.

#### Reestatización de las AFJPs en Argentina
Las Administradoras de Fondos de Jubilaciones y Pensiones de Argentina fueron creadas en 1993 durante el gobierno de Carlos Menem. En noviembre de 2008, el gobierno de Cristina Fernández presentó un proyecto de ley para eliminar el sistema de capitalización, y las AFJP que lo administran, y así volver a establecer un régimen de reparto público y asegurarse el manejo de una cantidad de fondos públicos a su favor. La Legislatura aprobó el proyecto por mayoría, dando fin a las AFJP.

#### Las AFPs en Chile
En América Latina la privatización de los sistemas públicos de pensiones tuvo su antecedente en Chile, con la creación de Administradoras de Fondos de Pensiones (AFP) en 1980, durante la dictadura de Augusto Pinochet. Las Administradoras de Fondos de Pensiones de Chile buscaban acabar con los sistemas de reparto estipulado por el Estado a través de aseguradoras mutuales privadas o estatales. Se argumentaba la inversión de la pirámide de población como una de las justificaciones del cambio de régimenː los aportes económicos por cotizaciones presentaban una evolución de inviabilidad financiera al haber cada vez menos cotizantes y más pensionistas (esto, posteriormente, se demostró falso). Las AFPs debían administrar esas cotizaciones como ahorros en cuentas individuales de los trabajadores, y preveían una tasas de interés que prometían superar las de los certificados de depósito a término fijo.
En 2004, el informe "Mantener la promesa de la seguridad del ingreso en la vejez en América Latina" del Banco Mundial alertaba del fracaso de la reforma previsional impulsada para toda América Latina por el Fondo Monetario Internacional (FMI) durante el sistema impuesto en Chile. La privatización del sistema no ofrece los beneficios que se prometían a los afiliados. Entre las causas se mencionan las ’excesivas comisiones’ cobradas por las AFP, que se han mantenido desde los primeros días así como la emergencia de un oligopolio.
Sin embargo los defensores del sistema señalan que el sistema es bueno porque permite evitar crisis causadas por el histórico déficit demográfico chileno, ha permitido un gran ahorro interno que ha significado un gran fondo para inversiones lo que queda demostrado en que las AFP son grandes inversionistas en diversas áreas como bancos, carreteras, empresas en bolsa, etc incluso dicho ahorro ha permitido que las empresas chilenas puedan invertir en el extranjero.[cita requerida] Los defensores "críticos" del sistema ´precisan que el sistema debe ser ajustado en aspectos como mejorar la calidad de los trabajos, especialmente en los trabajos menos remunerados que son precarios, fiscalización del pago efectivo de las cotizaciones porque muchos empresarios las declaran pero no las pagan, en caso de cesantía que el estado cubra las cotizaciones para evitar laguna, fiscalización a las AFP para evitar cobros injustificados y excesivos por conceptos de comisiones, prohibición de traspasar las pérdidas a los cotizantes (actualmente las utilidades no las traspasan pero sí las pérdidas). Proponen también un mecanismo para que las pensiones alcancen un porcentaje mínimo del sueldo que el trabajador recibía mientras estaba activo debido a que en la actualidad las pensiones alcanzan a menos de la mitad de lo que se recibía en activo y se señala que en el caso de los sueldos más elevados, como son los de los profesionales, la diferencia es brutal, habiendo caso de profesionales que ganaban 2 millones mensuales y al jubilarse comenzaron a percibir por concepto de pensión solo 350 mil pesos, lo que les obliga a llevar un estrechez económica severa. Para remediar esto se señala que el aporte debe ser tripartito empleador-estado-trabajador y que las AFP deben modificar su actuación. En noviembre de 2022 el nuevo presidente chileno, Gabriel Boric, anunció una ley que suprime los AFP.

#### Pensiones en Colombia
En Colombia hay leyes que disponen que en caso de no alcanzar dicho capital para financiar la pensión, se pueda completar desde otro fondo alternativo de garantía si el trabajador también acumuló un tiempo calendario mínimo cotizado (por ejemplo de 23 años).

### Hundimiento de los fondos de capitalización privados en el mundo
En 2010 se confirmó en todo el mundo el hundimiento de los fondos de capitalización —fondos de pensiones privados— que debían ofrecer excelentes beneficios y que no consiguieron mantener las prestaciones prometidas. Por esa razón los fondos y sus gestores aumentaron la presión en favor de los recortes en el sistema público. Aunque los sistemas públicos de pensiones requieren importantes reformas que garanticen su eficiencia, según las previsiones demográficas y de gasto en las décadas de 2040 y 2050, los sistemas privados no garantizan sus prestaciones ni alcanzan a la mayoría de la población.

## Tipos de pensiones
- Pensión contributiva
- Pensión de jubilación
- Pensión de invalidez
- Pensión de sobrevivencia
- Pensión de viudedad
- Pensión de orfandad
- Pensión alimenticia
- Pensión vitalicia